# Cairn de Clava

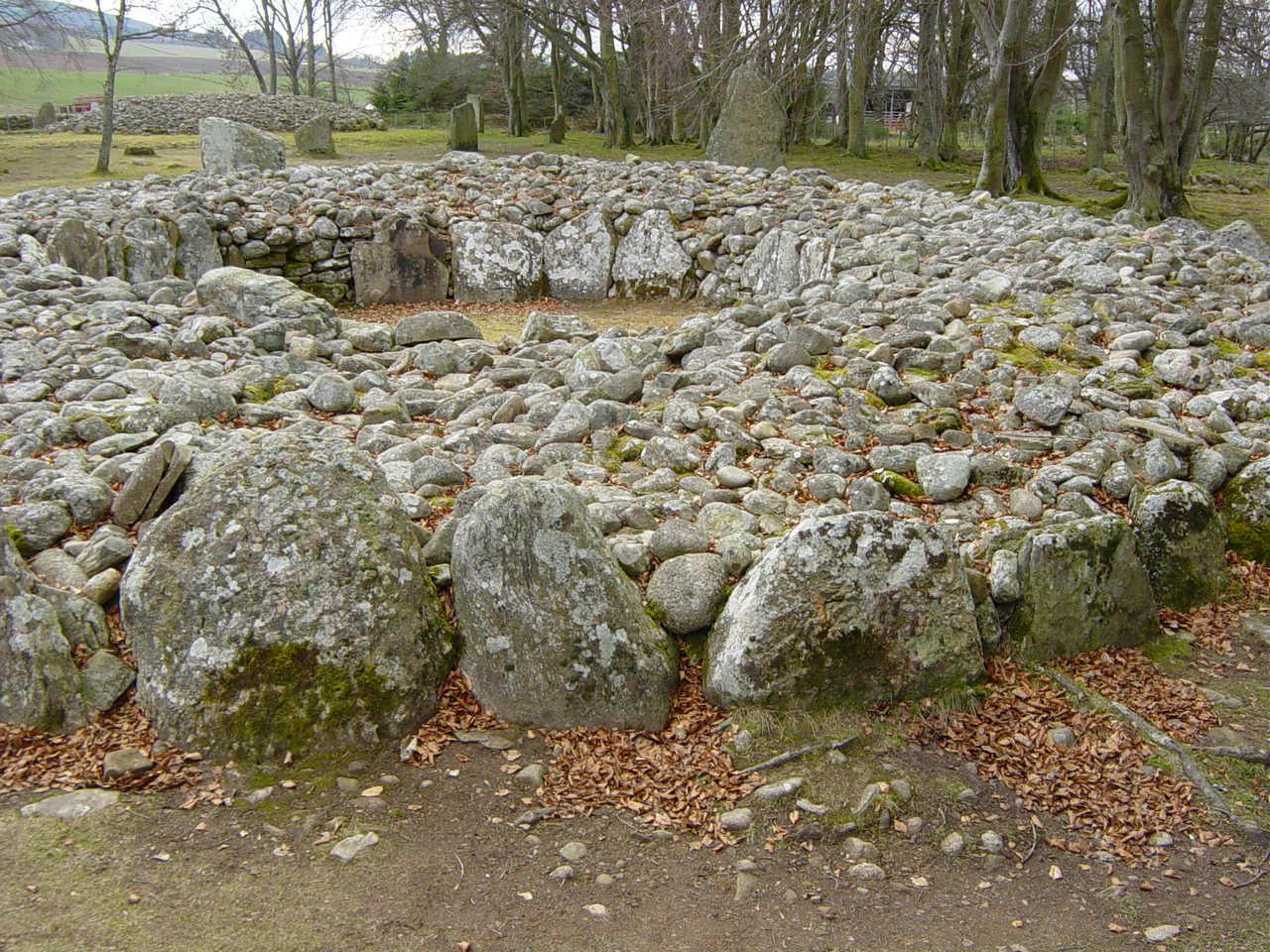
cairn de clava del subtipo anular en Balnauran de Clava, Escocia.

El cairn de Clava es un tipo de cámara funeraria circular de la Edad de Bronce recubierta de piedras (véase cairn). Lleva el nombre del grupo de tres cairn en Balnuaran de Clava, al este de Inverness en Escocia.

## Cairnde Clava (tipo)
Como se ha indicado recibe el nombre del conjunto de tres cairn situados en el paraje llamado Balnuaran de Clava. Hay alrededor de 50 cairns de este tipo en las inmediaciones de Inverness. Se dividen en dos subtipos, uno generalmente compuesto de una tumba de corredor con bóveda con piedras en voladizo con una cámara mortuoria única con vinculación a la entrada por un pasaje corto y cubierto con un túmulo de piedras, con las entradas orientadas al suroeste, hacia la puesta del sol en pleno invierno. El otro subtipo es un cairn anular que encierra una zona, aparentemente sin techo, sin medios formales de acceso desde el exterior. En ambos subtipos, un círculo de piedras (crómlech) rodea la tumba en su conjunto y un bordillo a menudo circunvala a todo el cairn. Las alturas de las piedras verticales varían de modo que las más altas se encuentran en los márgenes de la entrada, al suroeste, y las más bajas están justo enfrente, en el extremo diametralmente opuesto del círculo al noroeste.
Cuando en las tumbas del tipo Clava aún quedan evidencias de enterramientos, los restos de solo una o dos personas parecen haber sido depositados en cada una, y la ausencia de acceso en el segundo subtipo indica que no hubo intención de volver a visitar a los muertos o añadir entierros futuros como había sido el caso de las tumbas en cairn del Neolítico.

## Cairnsde Balnuaran de Clava (monumentos)
57°28′25″N 4°04′28″O / 57.47367, -4.07435

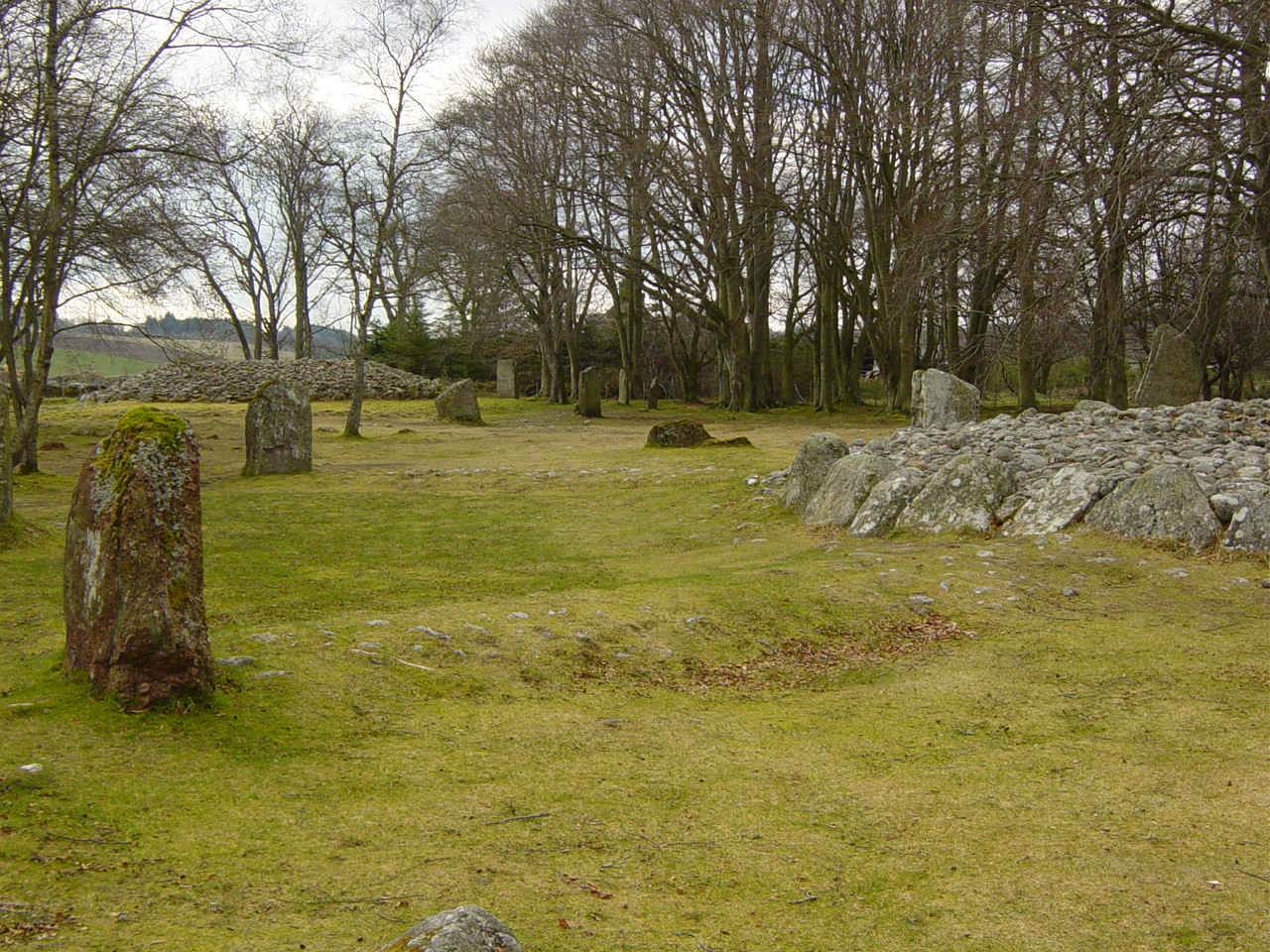
Cairns de clava en Balnuaran de Clava.

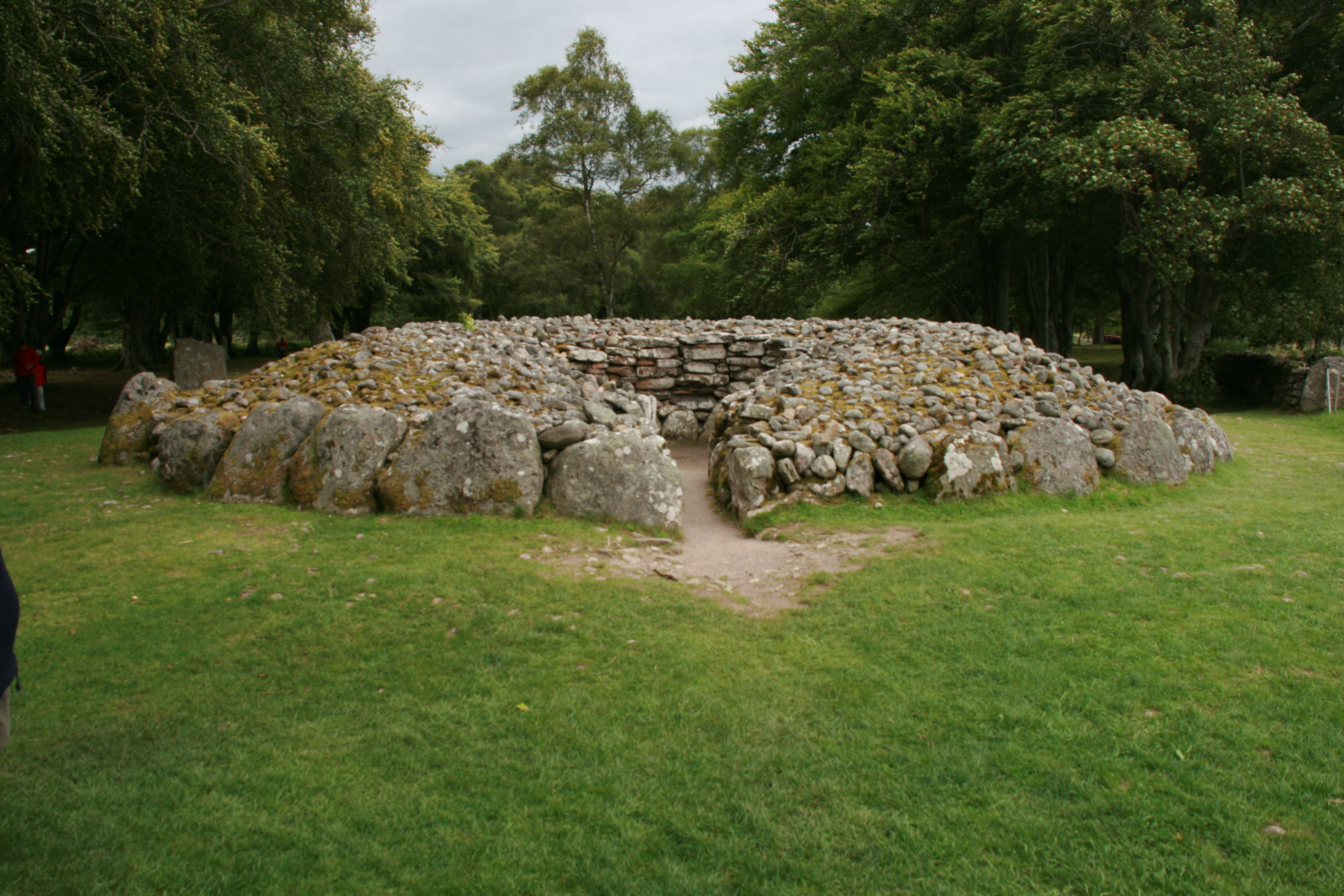
Se observa la apertura de corredor presente en este cairn.

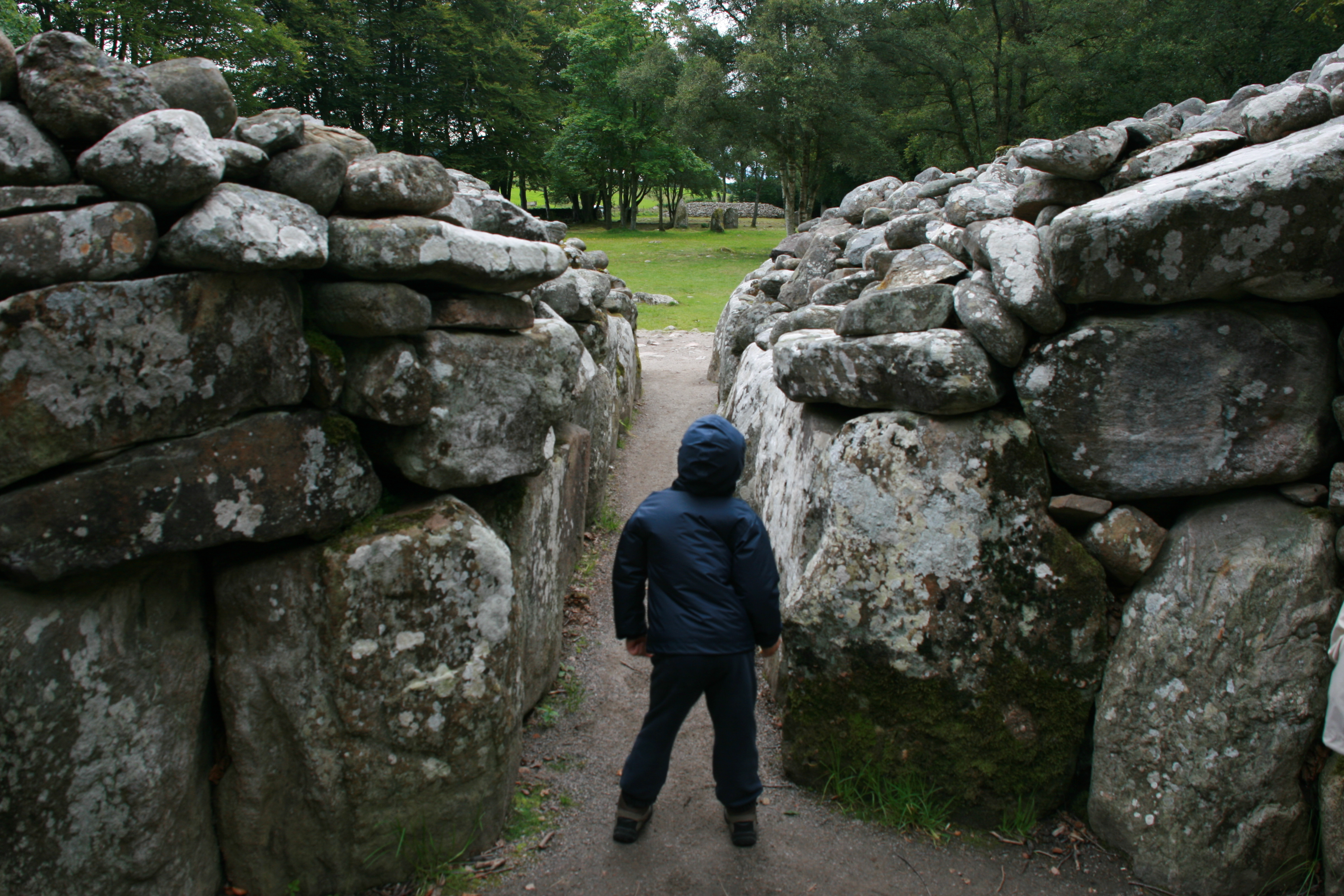
Corredor desde el interior y con referencia de un niño de 1 metro de altura.

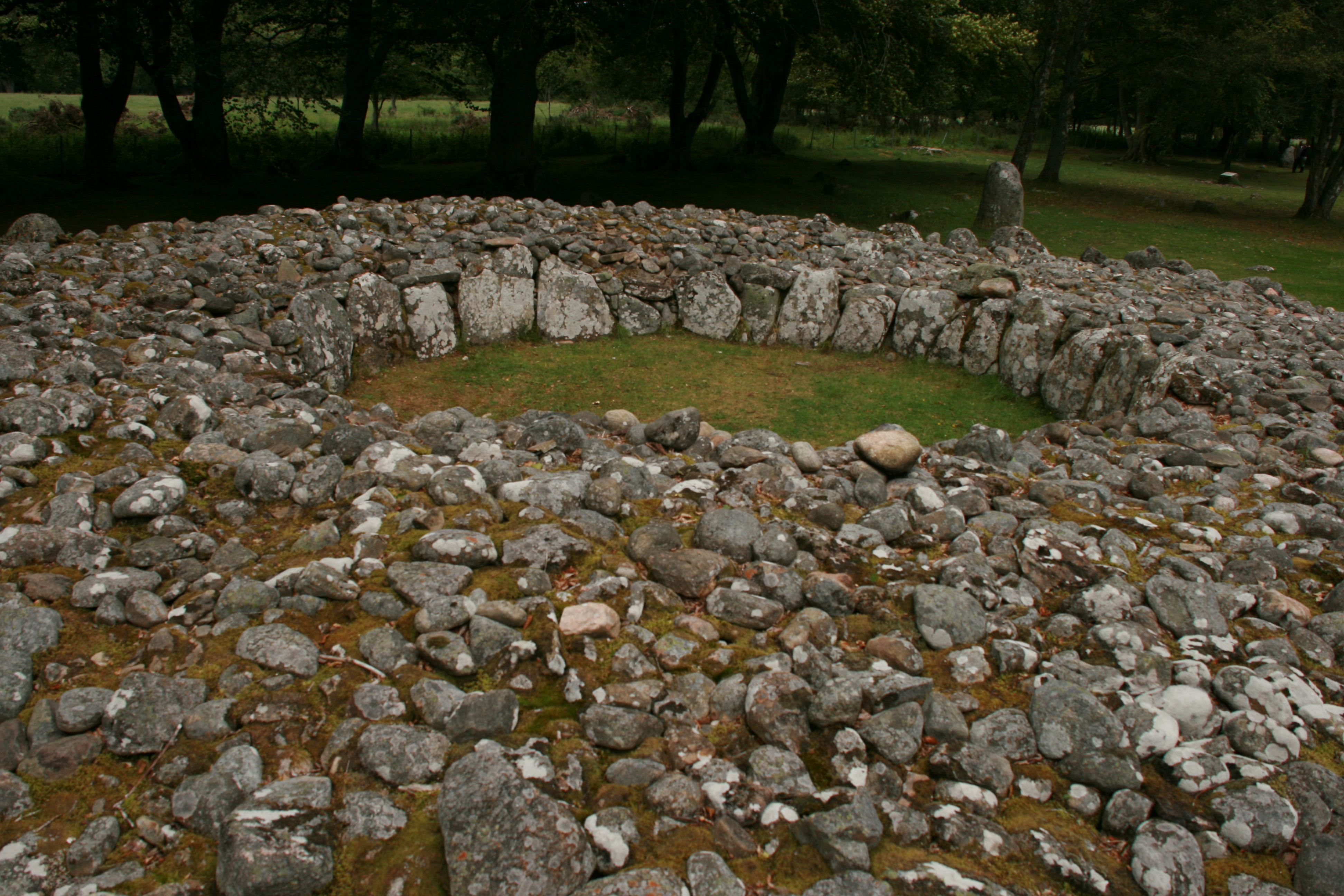
Se observa la ausencia de corredor en el cairn de mayor tamaño.

Este conjunto de tres cairns es el que da el nombre a este tipo de monumentos habituales en su zona. Este grupo data de la Edad del Bronce aunque excavaciones de la zona han demostrado la existencia de presencia de agricultores anterior a estos monumentos. Los tres cairns que se pueden encontrar discurren en una línea sureste noreste junto al cauce del río Nairn. De las tres, las de los extremos son las del subtipo tumba de corredor. La central es la única en la que se encuentra calzadas o caminos que unen el bordillo del cairn con cuatro de las piedras del círculo externo de monolitos dando un aspecto de rayos. Excavaciones de la década de 1950 delataron la presencia de enterramiento en el interior de este cairn, aún no disponiendo de pasaje o corredor de acceso. Algunas de las piedras incorporan marcas del tipo cazoleta y anillos, talladas antes de ser integradas en la estructura. Los bordillos, o peristalíticos, disponen de un orden concreto en la colocación de las piedras que los forman, estando las más grandes y rojas al suroeste, aclarándose y disminuyendo el tamaño hacia el noroeste. Todos estos elementos parecen haber sido construidos como un único proyecto e indican un diseño complejo y no añadidos ad hoc.

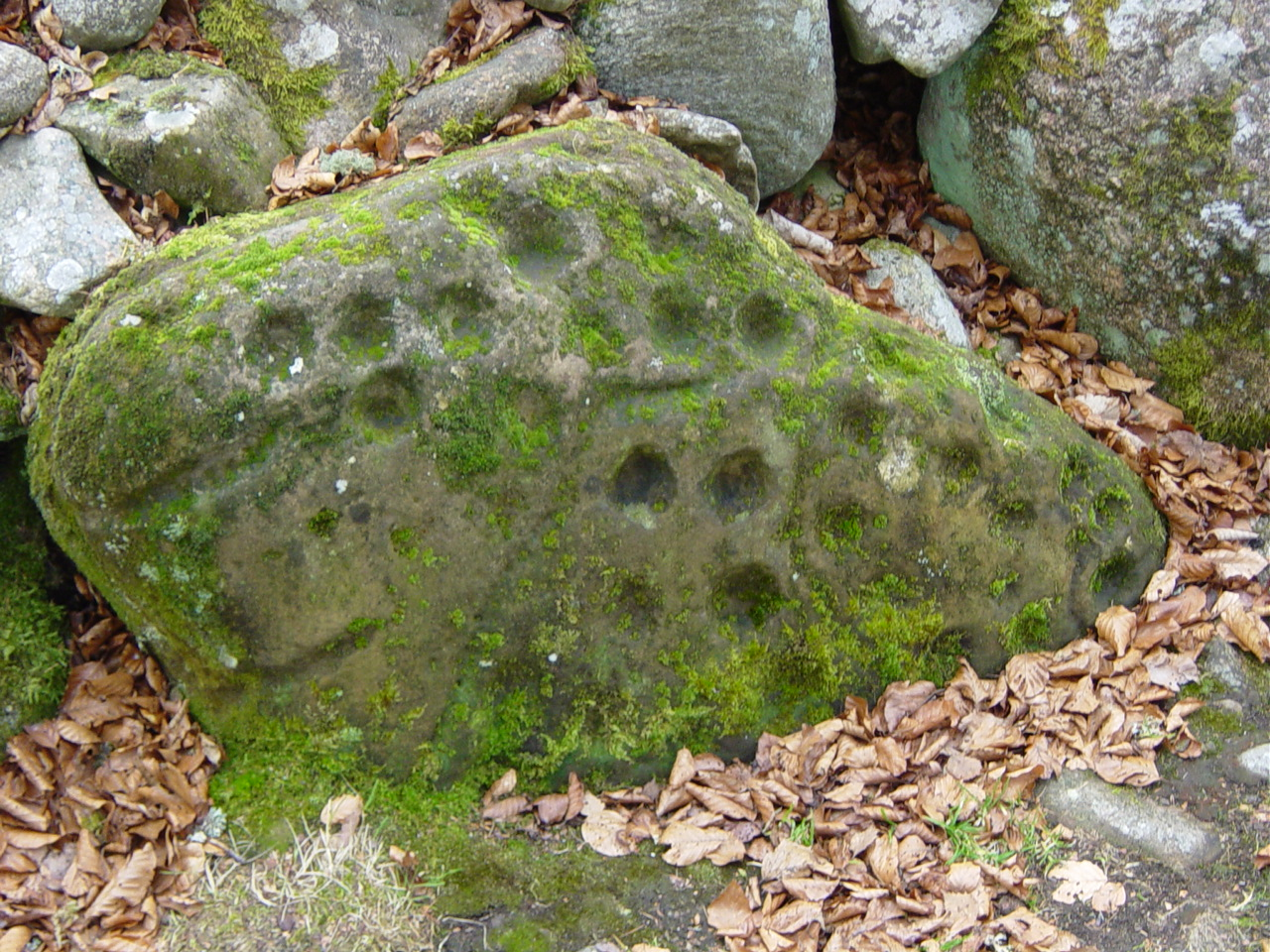
Marcas de cazoleta en el cairn más al norte en Balnuaran de Clava.

El anillo de rocas que rodea el cairn del noroeste fue medido y analizado por el profesor Alexander Thom. Encontró que el anillo tenía forma oval con una compleja geometría de círculos y elipses que podría fijarse en torno a un triángulo central, con tamaños que están cerca de múltiplos enteros de lo que llamó "yarda megalítica". Si bien la geometría de la forma es generalmente aceptada, la yarda megalítica es más discutida.